# Mario Gervasoni
Mario Gervasoni (Cabella Ligure, 14 aprile 1932 – Novi Ligure, 31 marzo 2014) è stato un ciclista su strada italiano, professionista dal 1952 al 1958. Il successo più importante in carriera fu una tappa al Giro d'Europa 1956 ed ottenne alcuni importanti piazzamenti, come ad esempio il terzo posto nella prima semitappa, della nona tappa del Giro d'Italia 1956.

## Palmarès
- 1953 (Girardengo, una vittoria)

10ª tappa Tour du Maroc (Essaouira > Agadir)
- 1956 (Fréjus, una vittoria)

9ª tappa, 1ª semitappa Giro d'Europa (Nancy > Étain)

## Piazzamenti

### Grandi Giri
- Giro d'Italia

1952: 76º
1955: 63º
1956: ritirato

### Classiche monumento
- Milano-Sanremo

1953: 55º
- Parigi-Roubaix

1955: 70º
1956: 59º